# Октябрьское (Тамбовская область)
Октя́брьское — село в Сосновском районе Тамбовской области, входит в состав Подлесного сельсовета.

## География
Расположено на левом берегу небольшой реки Чичерки, притока Челновой.

## История
Основано как село Средние Пупки в 1639 году вместе с соседними сёлами Верхние Пупки и Нижние Пупки на «сторожевой стёжке», по которой проезжал конный патруль, наблюдавший за появлением татарских войск. Слово «пупки» происходит от «пуп» — высота. В писцовой книге, составленной князем Д. Несвитским в 1650—1652 годах написано:
Деревня Средние Пупки на реке, на Челновой, за детьми боярскими в поместье, что было прежде село то поместье за сотником, за Петром Фиглевым и что Петрово поместье за воровство отдано в раздачу детям боярским

И всего в деревне… семь дворов да 21 место дворовое помещиков, а людей в них 102 человека…
В 1959 г. указом Президиума Верховного Совета РСФСР село Средние Пупки переименовано в Октябрьское.
Среди жителей села преобладают пожилые люди, молодых людей мало. Коллективное хозяйство «имени Кирова» прекратило своё существование в начале 1990-х годов и было объединено с ОАО «Советская Нива». Рейсовый автобус «Тамбов — Сосновка» проходит через Октябрьское трижды в день.

## Население
| 2010 |
| ---- |
| 169  |